# کتابخانه ملی بلاروس
کتابخانه ملی بلاروس (بلاروسی: Нацыянальная бібліятэка Беларусі) در شهر مینسک واقع شده‌است.